# Clarksdale (Mississippi)
Clarksdale város az USA Mississippi államában, Coahoma megyében, melynek megyeszékhelye is. Lakosainak száma 14 903 fő (2020. április 1.).

## Népesség
A település népességének változása:
| Lakosok száma | 781  | 17 962 | 14 903 |
|               | 1890 | 2010   | 2020   |